# Archigymnasium

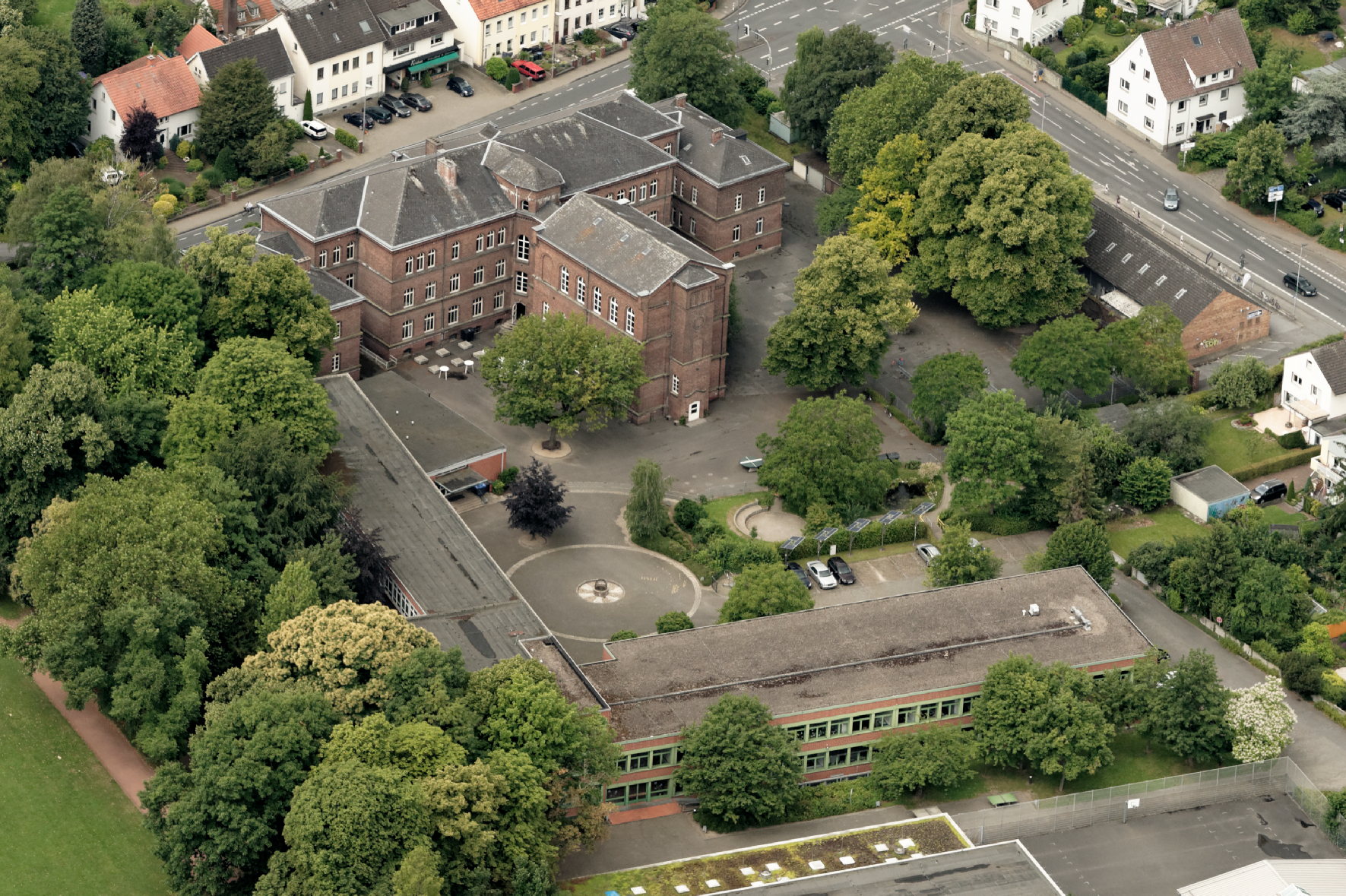
Luftaufnahme Sommer 2014

Das städtische Archigymnasium in Soest ist das größte der drei Soester Gymnasien. In ihm werden rund 800 Schüler von rund 70 Lehrern unterrichtet.

## Geschichte

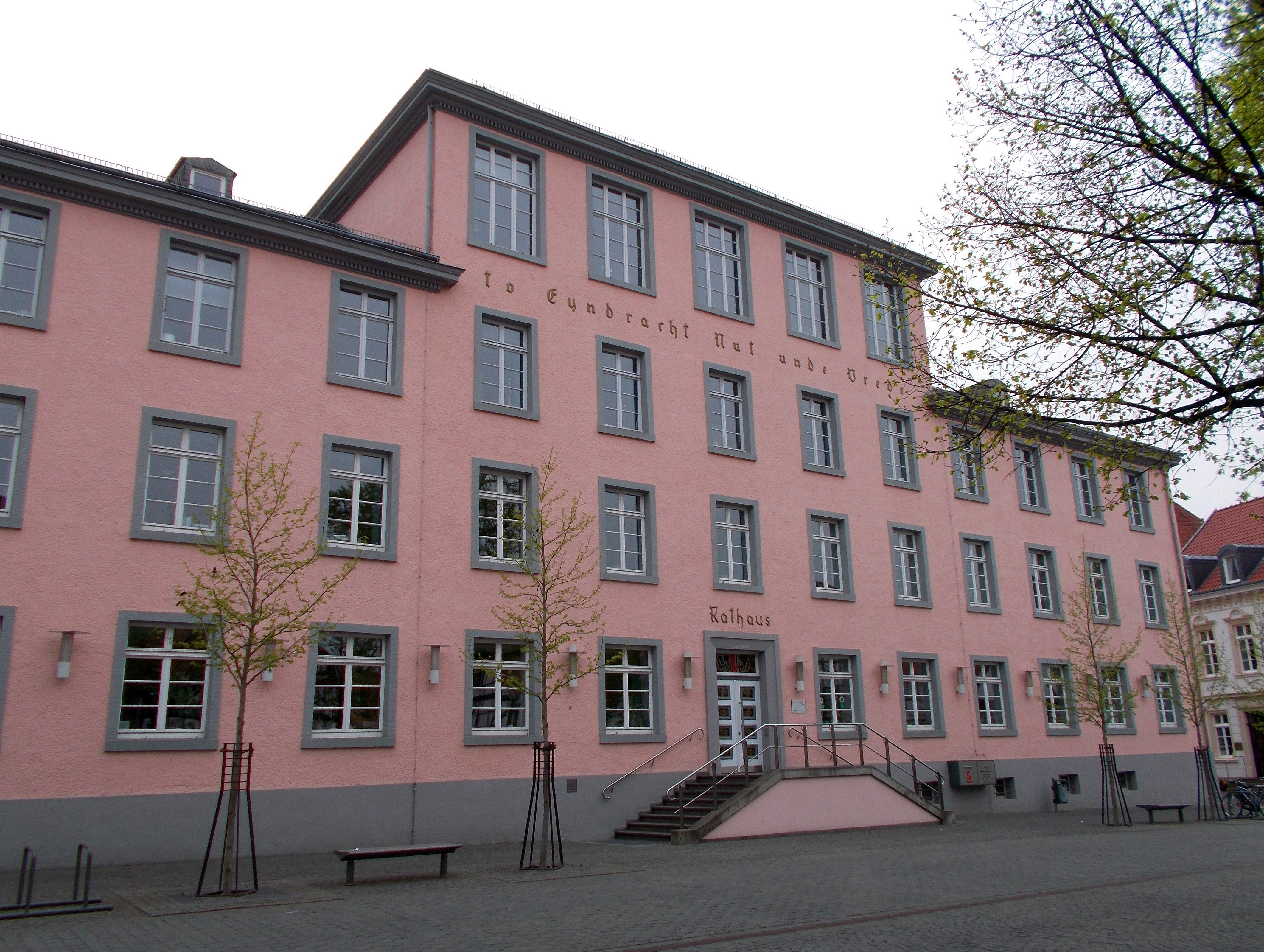
Archigymnasium von 1821 bis 1928, heute Ostflügel des Rathauses

1532 machte die neue evangelische Kirchenordnung in Soest eine neue Lateinschule neben der alten Kapitelschule am Patroklistift erforderlich. Städtische Kämmereirechnungen von 1534 belegten Ausgaben für einen nygen schoylmester. 1544 empfahl Philipp Melanchthon dem Rat der Stadt Lubertus Florinus als Rektor. Auch Johannes Sybel (um 1500-nach 1558) war Rektor des Gymnasiums. Im Zuge der Gegenreformation wurde die Schule 1548 geschlossen und 1560 wiedereröffnet.
1570 wurde ein Renaissance-Schulgebäude, außen mit hebräischen, griechischen und lateinischen Inschriften verziert, von Baumeister Laurenz von Brachum auf dem Vreithof errichtet.
Die Didascalia Susatensis erschien 1618 als Lehrplan und Schulordnung im Druck. Zwei Jahre später wurde die Schule Archigymnasium (Obergymnasium) genannt, und zwar in Konkurrenz zu den kurzfristig eingerichteten Pfarr- und Winkelschulen und im Blick auf die Lateinschulen der Nachbarstädte. 1681 besuchten 100 Schüler, 56 einheimische und 44 auswärtige, in vier Klassen das Archigymnasium; jährlich erscheinen Disputationes.
Zwischen 1780 und 1800 begannen die aufklärerische Reformdiskussion und der Wandel von der evangelischen Gelehrtenschule zum neuhumanistischen Gymnasium. 1788 wurde das Archigymnasium an der ersten Abiturprüfung in Preußen beteiligt. Um 1800 war Johann Ludolph Florens Sybel (1736–1823), zugleich Pfarrer an der Kirche St. Petri, Lehrer am Gymnasium, der Vater des Heinrich Ferdinand Philipp von Sybel. Das inzwischen baufällige Renaissance-Schulgebäude wurde 1821 abgerissen und ein Schulneubau an der Ostseite des Rathauses errichtet.
Von 1825 an beaufsichtigte das neugegründete Provinzialschulkollegium in Münster Unterricht und Verwaltung des Archigymnasiums. Im Jahr 1900 übernahm der preußische Staat die Trägerschaft des altsprachlichen Archigymnasiums. 1928 zog die Schule in das 1881 errichtete ehemalige Seminargebäude an der Niederbergheimer Straße um.
1974 übernahm die Stadt Soest die Trägerschaft des Archigymnasiums. Archiv und Bibliothek bewahrt seitdem das Stadtarchiv Soest. Die Einführung der sogenannten neugestalteten gymnasialen Oberstufe (NGO) 1976 beendete die altsprachliche Ausbildung.
2009 fand am Archigymnasium eine Feier zum 475. Jubiläum statt. Diese wurde mit einem Laternenumzug eingeleitet.
2020 zertifizierte sich das Archigymnasium erstmals als Europaschule.

## Sprachenfolge und Wahlmöglichkeiten
- 05. Klasse: Englisch
- 06. (G8) / 7. (G9) Klasse: Französisch oder Latein
- 08. (G8) / 9. (G9) Klasse: Spanisch, Darstellen und Gestalten, Biologie und Sport, Robotik und Bionik oder Wirtschaft
- 10. Klasse: Spanisch, Französisch, Latein, Italienisch, Russisch, Hebräisch oder Griechisch

## Schulfahrten und Schüleraustausch
- Klasse 5 und 6: einwöchiger Aufenthalt im Schullandheim des Archigymnasiums am Möhnesee
- Klasse 7: einwöchige Skifahrt nach Jochgrimm (nahe Bozen)
- Klasse 8: einwöchiger Aufenthalt im Schullandheim des Archigymnasiums am Möhnesee mit dem Schwerpunkt „Wassersport (rudern)“
- Klasse 10: Stufenabschlussfahrt
- Jahrgangsstufe Q2 (Leistungskurse): einwöchige Studienfahrt.

In Austauschprogrammen findet ein Schüleraustausch mit Gymnasien in Briey (Frankreich), Utrera (Spanien), Thessaloniki (Griechenland), Warschau (Polen) und Budapest (Ungarn) statt. Ergänzend gibt es einen Educational Stay in Canterbury (England).

## Profil
Das Archigymnasium ist eine Europaschule und als Digitale Schule wie auch als MINT-freundliche Schule zertifiziert.

## Selbstlernzentrum
Seit Februar 2005 ist das Selbstlernzentrum des Archigymnasiums nutzbar.
Oberstufenschüler haben dort die Möglichkeit in ihren Freistunden an vernetzten PCs Informationen aus dem Internet zu suchen oder sich eines von Hunderten von Büchern auszuleihen, um selbständig zu lernen und zu arbeiten.
Das Selbstlernzentrum (SLZ) wurde maßgeblich von den Schülern des Abiturjahrgangs 2007 im Rahmen des Projekts „Soziale Verantwortung“ aufgebaut. Durch die Tatsache, dass sie nicht immer an der Schule bleiben konnten, lernten sie die zukünftigen Unterprima an, um auch zukünftig einen reibungslosen Ablauf und eine weiterhin überdurchschnittliche Organisation zu gewährleisten.
Das Selbstlernzentrum wurde weitestgehend durch den Förderverein des Archigymnasiums finanziert.

## Persönlichkeiten
- Friedrich Beurhaus (1536–1609), Philosoph, von 1561 bis 1563 als Lektor am Archigymnasium tätig
- Hermann Nicephorus († 1625), barocker Philosoph, lehrte am Archigymnasium
- Heinrich Johann Friedrich Ostermann (1687–1747), russischer Diplomat und Staatsmann, besuchte das Soester Archigymnasium
- Wilhelm David Fuhrmann (1764–1838), Geistlicher und Schriftsteller, 1772 bis 1783 Schüler der Schule
- Johann Heinrich Philipp Seidenstücker (1765–1817), Schuldirektor
- Alexander Kapp (1800–1869), Pädagoge, von 1832 bis 1854 erster Oberlehrer und Prorektor
- Christoph Ernst Friedrich von Forcade de Biaix (1821–1891), Politiker, Reichstagsabgeordneter
- Heinrich von Achenbach (1829–1899), Jurist, preußischer Handelsminister, Abitur am Archigymnasium 1848 oder 1849
- Konrad Duden (1829–1911), arbeitete von 1859 bis 1869 als Lehrer und als Prorektor am Archigymnasium
- Friedrich Rose (1839–1925), Chemiker und Hochschullehrer, Abitur am Archigymnasium 1856 oder 1857
- Josef Stern (1839–1902), Leitartikler der Frankfurter Zeitung und Mitglied des Preußischen Abgeordnetenhauses, Schüler des Archigymnasiums 1848–1857
- Ernst Moses Marcus (1856–1928), Jurist und Philosoph, Schüler des Archigymnasiums
- Alfred Meyer (1891–1945), NSDAP-Politiker, Gauleiter, Staatssekretär im Reichsministerium für die besetzten Ostgebiete und Teilnehmer der Wannseekonferenz
- Wilhelm Morgner (1891–1917), expressionistischer Maler und Grafiker, Schüler des Archigymnasiums 1901–1908
- Leopold Rademacher (1864–1935), deutscher Landrat und Abgeordneter, Abitur am Archigymnasium 1883
- Rudolf Zurmühl (1904–1966), Mathematiker, Abitur am Archigymnasium 1924
- Erwin Sylvanus (1917–1985), Schriftsteller, Abitur am Archigymnasium 1937
- Wolfgang Dähne (1932–2010), Chemiker und Werksleiter
- Wolfgang Holzgreve (* 1955), Mediziner und Klinikleiter, Pionier der Pränatalen Medizin, Schüler des Archigymnasiums 1966–1973[3]
- Wolfgang Hellmich (* 1958), Politiker, MdB, Abitur am Archigymnasium
- Klaus Sander (* 1968), Regisseur, Produzent, Autor, Herausgeber und Verleger, Abitur am Archigymnasium 1988
- Johann König (* 1972), Komiker, Abitur am Archigymnasium 1991
- Marius Hulpe (* 1982), Schriftsteller, Abitur am Archigymnasium
- Urs Fabian Frigger (* 1984), Jurist, Politiker (FDP) und Wahlbeamter, Landesrat beim Landschaftsverband Westfalen-Lippe, Abitur am Archigymnasium 2004
- Fabian Griewel (* 1997), Politiker (FDP), MdB, Abitur am Archigymnasium 2015